# Az Amerikai istenek epizódjainak listája
Az Amerikai istenek epizódjainak listája.
A sorozat 2017. április 30-án indult az Amerikai Egyesült Államokban a Starz csatornán. Magyarországon a sorozat 2018. augusztus 30-án kezdett a Viasat 6 csatornán.

## Évadáttekintés
| Évad | Évad | Részek száma | Részek száma | Eredeti sugárzás  | Eredeti sugárzás  | Eredeti adó | Magyar sugárzás     | Magyar sugárzás      | Magyar adó |
| Évad | Évad | Részek száma | Részek száma | Évadbemutató      | Évadzáró          | Eredeti adó | Évadbemutató        | Évadzáró             | Magyar adó |
| ---- | ---- | ------------ | ------------ | ----------------- | ----------------- | ----------- | ------------------- | -------------------- | ---------- |
|      | 1.   | 8            | 8            | 2017. április 30. | 2017. június 18.  | Starz       | 2018. augusztus 30. | 2018. szeptember 20. | Viasat 6   |
|      | 2.   | 8            | 8            | 2019. március 10. | 2019. április 28. | Starz       | 2019. december 5.   | 2020. február 6.     | Viasat 6   |
|      | 3.   | 10           | 10           | 2021. január 10.  | 2021. március 21. | Starz       | n. a.               | n. a.                | n. a.      |

## Első évad (2017)
| Sor. | Év. | Cím                                                      | Rendező           | Író                                                 | Premier                               | Nézettség   |
| ---- | --- | -------------------------------------------------------- | ----------------- | --------------------------------------------------- | ------------------------------------- | ----------- |
| 1.   | 1.  | Csontkert (The Bone Orchard)                             | David Slade       | Bryan Fuller & Michael Green                        | 2017. április 30. 2018. augusztus 30. | 0,98 millió |
| 2.   | 2.  | A kanál titka (The Secret of Spoons)                     | David Slade       | Michael Green & Bryan Fuller                        | 2017. május 7. 2018. augusztus 30.    | 0,71 millió |
| 3.   | 3.  | Hó borít mindent (Head Full of Snow)                     | David Slade       | Bryan Fuller & Michael Green                        | 2017. május 14. 2018. szeptember 6.   | 0,72 millió |
| 4.   | 4.  | Pusztulj innen (Git Gone)                                | Craig Zobel       | Michael Green & Bryan Fuller                        | 2017. május 21. 2018. szeptember 6.   | 0,63 millió |
| 5.   | 5.  | Citrom illatú újdonság (Lemon Scented You)               | Vincenzo Natali   | David Graziano                                      | 2017. május 28. 2018. szeptember 13.  | 0,67 millió |
| 6.   | 6.  | Istenek sereglete (A Murder of Gods)                     | Adam Kane         | Seamus Kevin Fahey and Michael Green & Bryan Fuller | 2017. június 4. 2018. szeptember 13.  | 0,61 millió |
| 7.   | 7.  | Fohász bolond Sweeney ügyéért (A Prayer for Mad Sweeney) | Adam Kane         | Maria Melnik                                        | 2017. június 11. 2018. szeptember 20. | 0,63 millió |
| 8.   | 8.  | Lenyúlt ünnep (Come to Jesus)                            | Floria Sigismondi | Bekah Brunstetter and Michael Green & Bryan Fuller  | 2017. június 18. 2018. szeptember 20. | 0,77 millió |

## Második évad (2019)
| Sor. | Év. | Cím                          | Rendező                    | Író                                    | Premier                              | Nézettség   |
| ---- | --- | ---------------------------- | -------------------------- | -------------------------------------- | ------------------------------------ | ----------- |
| 9.   | 1.  | House on the Rock            | Christopher J. Byrne       | Jesse Alexander & Neil Gaiman          | 2019. március 10. 2019. december 5.  | 0,52 millió |
| 10.  | 2.  | The Beguiling Man            | Frederick E.O. Toye        | Tyler Dinucci & Andres Fischer-Centeno | 2019. március 17. 2019. december 12. | 0,35 millió |
| 11.  | 3.  | Muninn                       | Deborah Chow               | Heather Bellson                        | 2019. március 24. 2019. december 19. | 0,33 millió |
| 12.  | 4.  | The Greatest Story Ever Told | Stacie Passon              | Peter Calloway & Aditi Brennan Kapil   | 2019. március 31. 2020. január 9.    | 0,34 millió |
| 13.  | 5.  | The Ways of the Dead         | Salli Richardson-Whitfield | Rodney Barnes                          | 2019. április 7. 2020. január 16.    | 0,31 millió |
| 14.  | 6.  | Donar the Great              | Rachel Talalay             | Adria Lang                             | 2019. április 14. 2020. január 23.   | 0,24 millió |
| 15.  | 7.  | Treasure of the Sun          | Paco Cabezas               | Heather Bellson                        | 2019. április 21. 2020. január 30.   | 0,32 millió |
| 16.  | 8.  | Moon Shadow                  | Christopher J. Byrne       | Aditi Brennan Kapil                    | 2019. április 28. 2020. február 6.   | 0,27 millió |

## Harmadik évad (2021)
| Sor. | Év. | Cím                             | Rendező         | Író                               | Premier           | Nézettség   |
| ---- | --- | ------------------------------- | --------------- | --------------------------------- | ----------------- | ----------- |
| 17.  | 1.  | A Winter's Tale                 | Jon Amiel       | David Paul Francis                | 2021. január 10.  | 0,21 millió |
| 18.  | 2.  | Serious Moonlight               | Julian Holmes   | Moises Verneau                    | 2021. január 17.  | 0,19 millió |
| 19.  | 3.  | Ashes and Demons                | Thomas Carter   | Anne Kenney                       | 2021. január 24.  | 0,16 millió |
| 20.  | 4.  | The Unseen                      | Eva Sørhaug     | Nick Gillie                       | 2021. január 31.  | 0,20 millió |
| 21.  | 5.  | Sister Rising                   | Nick Copus      | Damian Kindler                    | 2021. február 14. | 0,12 millió |
| 22.  | 6.  | Conscience of the King          | Mark Tinker     | Aric Avelino                      | 2021. február 21. | 0,20 millió |
| 23.  | 7.  | Fire and Ice                    | Rachel Goldberg | Anne Kenney és David Paul Francis | 2021. február 28. | 0,18 millió |
| 24.  | 8.  | The Rapture of Burning          | Tim Southam     | Holly Moyer                       | 2021. március 7.  | 0,11 millió |
| 25.  | 9.  | The Lake Effect                 | Metin Hüseyin   | Laura Pusey és Damian Kindler     | 2021. március 14. | 0,15 millió |
| 26.  | 10. | Tears of the Wrath-Bearing Tree | Russell Fine    | Laura Pusey és Ryan Spencer       | 2021. március 21. | 0,18 millió |